# Able Archer 83
Able Archer 83 foi o exercício anual de posto de comando da OTAN realizado em novembro de 1983. O objetivo do exercício militar, como nos anos anteriores, era simular um período de escalada de conflito, culminando com os militares dos EUA alcançando um ataque nuclear coordenado DEFCON 1 simulado. O exercício de cinco dias, que envolveu comandos da OTAN em toda a Europa Ocidental, foi coordenado a partir do quartel-general supremo das Potências Aliadas da Europa (SHAPE) em Casteau, Bélgica.
O exercício de 1983, que começou em 7 de novembro de 1983, introduziu vários elementos novos não vistos em anos anteriores, incluindo um novo formato único de comunicação codificada, silêncios de rádio e a participação de chefes de governo. Este aumento do realismo, combinado com as relações tensas entre os Estados Unidos e a União Soviética e a chegada antecipada de mísseis nucleares Pershing II na Europa, levou alguns membros do Politburo soviético e militares a acreditar que o Able Archer 83 era um ardil de guerra, obscurecendo os preparativos para um verdadeiro primeiro ataque nuclear. Em resposta, a União Soviética preparou suas forças nucleares e colocou unidades aéreas na Alemanha Oriental e na Polônia em alerta. O 4º Exército Aéreo soviético começou a carregar ogivas nucleares em aviões de combate em preparação para a guerra. A aparente ameaça de guerra nuclear terminou quando o tenente-general Leonard H. Perroots desaconselhou a resposta à atividade militar do Pacto de Varsóvia, que terminou com a conclusão do exercício em 11 de novembro.
O exercício atraiu a atenção do público em 2015, quando o relatório de 1990 do President's Intelligence Advisory Board sobre o exercício foi desclassificado. Alguns estudiosos argumentaram que o Able Archer 83 foi um dos momentos em que o mundo chegou mais perto da guerra nuclear desde a Crise dos Mísseis de Cuba em 1962. A desclassificação de documentos relacionados em 2021 apoiou essa noção. Outros estudiosos contestaram que o Able Archer 83 quase levou à guerra nuclear.